# Mount Monique
Mount Monique (französisch Sommet Monique, in Argentinien Monte Mónica) ist ein rund 600 m hoher Berg mit markanter Nordflanke und vereisten Südhängen auf der westantarktischen Charcot-Insel. Er ragt 5 km westlich der Marion-Nunatakker an der Nordküste der Insel auf.
Teilnehmer der Fünften Französischen Antarktisexpedition (1908–1910) unter der Leitung des Polarforschers Jean-Baptiste Charcot entdeckten ihn am 11. Januar 1910. Charcot benannte den Berg nach seiner zweiten Tochter Monique (1907–1995). Das Advisory Committee on Antarctic Names übertrug 1950 die französische Benennung ins Englische. Luftaufnahmen der US-amerikanischen Operation Highjump (1946–1947) vom 9. Februar 1947 dienten 1960 dem britischen Geographen Derek Searle vom Falkland Islands Dependencies Survey für eine Kartierung. 